# Ricardo Villar

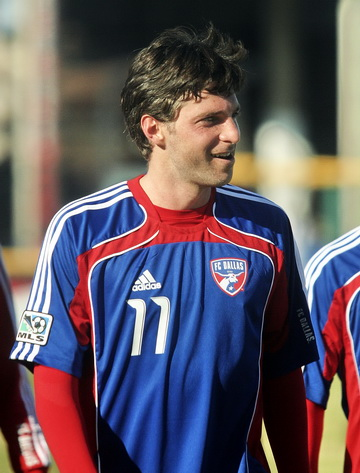
Ricardo Villar (2011 in Dallas)

Ricardo Villar (* 11. August 1979 in São Paulo, Brasilien) ist ein ehemaliger brasilianischer Fußballspieler, der auch einen italienischen Pass besitzt. Er wurde hauptsächlich im offensiven Mittelfeld eingesetzt.

## Karriere
Sein Heimatverein ist der FC São Paulo in Brasilien. Von dort wechselte er an die Penn State University in den USA und spielte im Universitätsteam. Über die Pittsburgh Riverhounds kam er 2004 nach Österreich, wo er eine Spielzeit bei Austria Salzburg unter Vertrag stand. In der Saison 2004/05 kam Villar auf 21 Einsätze in der österreichischen Bundesliga, bei denen er auch zwei Tore erzielen konnte.
Nach einer Saison in Südkorea bei den Chunnam Dragons wurde er schließlich vom 1. FC Kaiserslautern verpflichtet. In der 2. Bundesliga konnte er sich jedoch nicht durchsetzen und kam nur auf zehn Ligaspiele sowie einen Einsatz im DFB-Pokal gegen den FC Bayern München. Daneben absolvierte er auch drei Spiele für die zweite Mannschaft der Pfälzer in der Regionalliga Süd.
Zur Saison 2007/08 wechselte Villar dann zur SpVgg Unterhaching. Bei den Münchner Vorstädtern erhielt er einen Zweijahresvertrag und qualifizierte sich als Leistungsträger mit seiner Mannschaft für die neu geschaffene 3. Liga, wozu er sieben Tore beisteuern konnte. Sein Vertrag wurde am Ende der Saison 2008/09 nicht verlängert.
Nach halbjähriger Vereinslosigkeit unterschrieb Villar beim griechischen Zweitligisten AS Rhodos. Zur Saison 2010/11 kehrte Ricardo Villar wieder nach Unterhaching zurück, von wo er nach zehn Ligaspielen im Januar 2011 zum FC Dallas in die Major League Soccer wechselte. Dort beendete er auch knapp zwei Jahre später seine aktive Karriere.